# Interpret (hudba)
Pojem Interpret se v hudební oblasti vyskytuje velmi často a označuje hudebníka, který provádí (interpretuje) skladbu hudebního skladatele přesně podle notového zápisu nebo text písně napsaný textařem, libretistou nebo básníkem.

## Dějiny hudební interpretace
Interpretace vznikala pozvolna a největší vzestup nastal v 19. (a pak i v 20.) století. Existovala samozřejmě již dříve, avšak ne v takové míře. V 11. století, současně se vzestupem národního uvědomění, se začala "znovuobjevovat" díla barokních mistrů (v Čechách např. dílo Černohorského), která měla potvrdit kulturnost daného národa v minulosti. Například Bachovy skladby začal ve velkém uvádět až Felix Mendelssohn-Bartholdy v Lipsku.

## Okolnosti hudební interpretace
- Při interpretaci hudebního díla má velký význam umělec (instrumentalista, zpěvák či dirigent), který je zprostředkovatelem mezi skladatelem a posluchačem (tzv. dává notovému zápisu "duši").
- Podobně to platí i při hudební interpretaci textu, libreta nebo básně.
- Významnou roli hraje umělecká zralost i schopnost interpreta, jak dovede sladit skladatelův nebo textařův záměr se svou představou a uplatnit své pojetí díla, sílu vlastní umělecké osobnosti a přitom dodržet skladatelovy pokyny v notovém zápisu nebo textařově či básníkově vyjádření textu.
- Problém může nastat při interpretaci barokních a starších skladeb. Existují totiž různá vydání (od mnoha vydavatelství), která se odlišují revidovanými úpravami, které nebyly vždy profesionální. Je tak naprosto běžné, že na jednu skladbu např. J. S. Bacha existuje kolem tří až pěti odlišných notových materiálů. 
  - Pro správnou interpretaci je nejlepší urtext – doslovný přepis skladatelova rukopisu.
  - V případě, že se rukopis nedochoval, jsou směrodatné opisy. Opisovatelé byli často současníci či žáci skladatelů (takových opisů však bývá více a tak se muzikologové přou, který je významnější).

## Interpretační soutěže
Interpretační soutěže se pravidelně konají po celém světě a to hlavně v oborech klasické hudby. 

### Interpretační soutěže klasické hudby
Většinou jsou určeny hudebníkům do určitého věku (častá je hranice 30 let) a obvykle se v nich hodnotí podle stanovených kritérií (příklad): 

### Kritéria hodnocení
- Věrnost notovému zápisu
- Technická úroveň hry
- Přednesová stránka (osobitost interpretace)
- Stylovost a výstavba skladby (interpretovo přihlédnutí k souvislostem a době vzniku skladby)

### Významné soutěže klasické hudby v Česku
- Mezinárodní hudební soutěž Pražské jaro
- Mezinárodní interpretační soutěž Brno
- Mezinárodní soutěž Leoše Janáčka
- Concertino Praga

## Interpretační kurzy
Interpretační kurzy probíhají též pravidelně a často se specializují na určité historické období a jednotlivé hudební nástroje. V oblasti stylové interpretace hudby starších slohových období je to například Letní škola barokní hudby v Kelči.